# 宇宙戰艦大和號 新的旅程
《宇宙戰艦大和號 新的旅程》是日本東映動畫及Academy製作公司製作的科幻電視動畫，並於1979年7月31日在富士電視台首映，同時也是宇宙戰艦大和號系列的第三部電影作品（《永遠的大和號》被列為第三部電影上映作品，二部作品故事彼此關連，皆是以暗黑星雲帝國作為敵人。實際上，本作可視為替電影版《永遠的大和號》先行造勢的TV版特別篇）。

## 配音
- 富山敬：古代進
- 仲村秀生：島大介
- 麻上洋子：森雪
- 木村幌：大皇帝／旁白
- 永井一郎：佐渡酒造
- 林一夫：南部康雄
- 緒方賢一：分析儀
- 中田浩二：メルダーズ
- 矢田耕司：タラン
- 富田耕生：デーダー
- 井上真樹夫：北野哲
- 伊武雅之（刀）：デスラー／藤堂平九郎
- 平井道子：スターシャ
- 寺島幹夫：山崎獎
- 上田美雪：スターシャ
- 野村信次：相原義一
- 廣川太一郎：古代守
- 青野武：真田志郎
- 古谷徹：德川太助
- 古川登志夫：坂本茂
- 安原義人：太田健二郎
- 水島裕：島次郎（畫面已被刪除）

## 電影歌曲
主題曲
- ヤマト!!新たなる旅立ち

作詞：阿久悠／作曲・編曲：宮川泰／歌：佐佐木功、Feelin' Free
插曲／印象歌曲
- サーシャわが愛

作詞：阿久悠／作曲・編曲：宮川泰／歌：島倉千代子、Feelin' Free
- 星に想うスターシャ

作詞：阿久悠／作曲・編曲：宮川泰／歌：佐佐木功

## 外部連結
- Starblazers官方網站
- 宇宙戰艦大和號 新的旅程（動畫）在動畫新聞網百科全書中的資料（英文）
- 互联网电影数据库（IMDb）上《宇宙戰艦大和號 新的旅程》的资料（英文）
- Variety Japan （日語）